# Hans Tausen

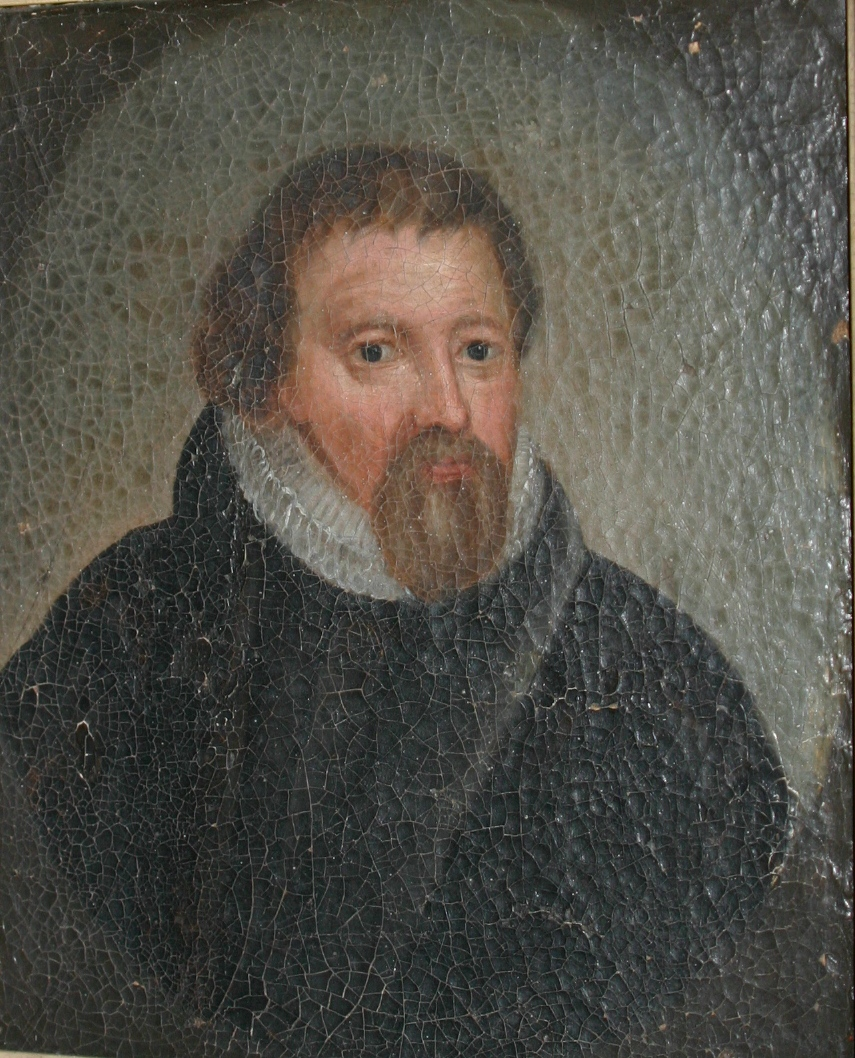
Porträt von Hans Tausen in der Asmild Kirke bei Viborg

Hans Tausen, auch Johann Tausen bzw. Taussen genannt (* um 1494 in Birkende auf Fünen, Dänemark; † 11. November 1561 in Ribe), war ein dänischer Theologe und evangelischer Reformator.

## Leben

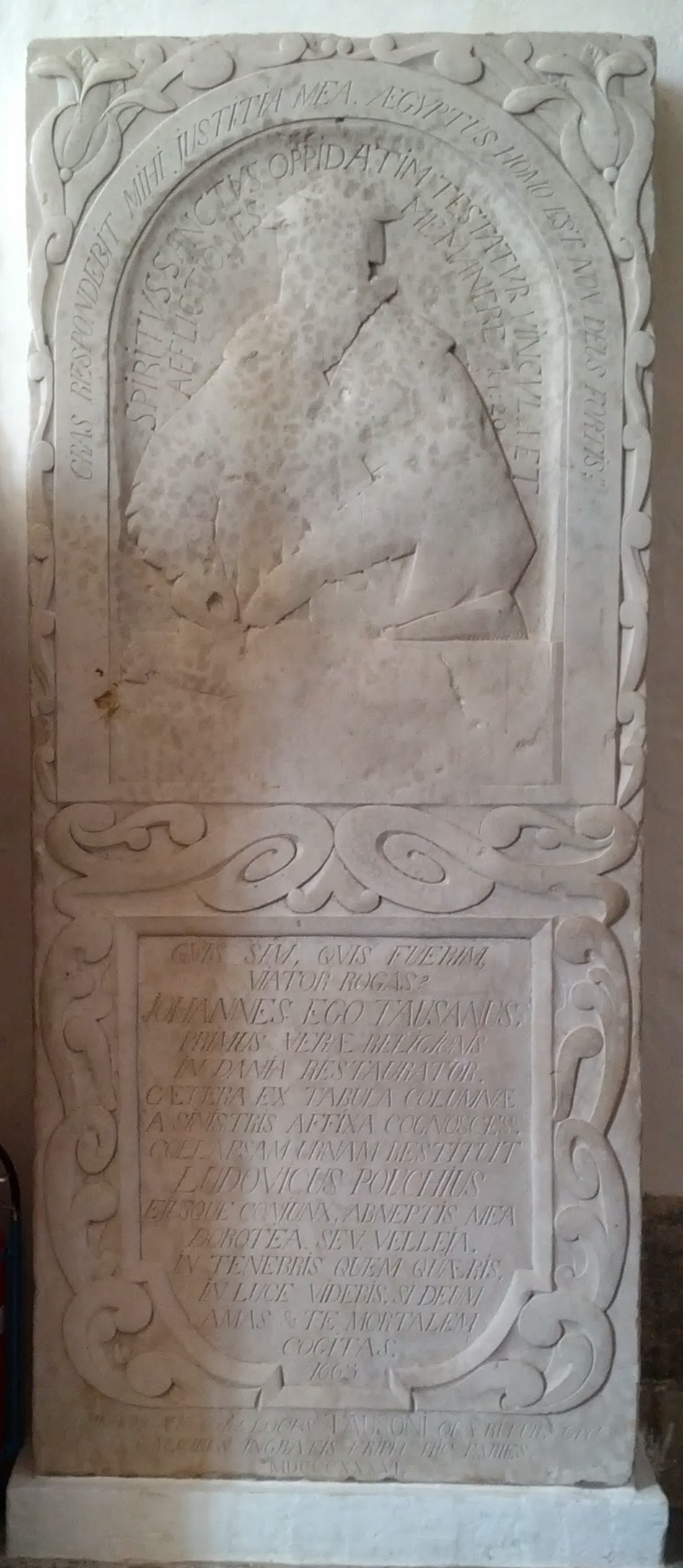
Hans Tausens Grabstein im Dom zu Ribe

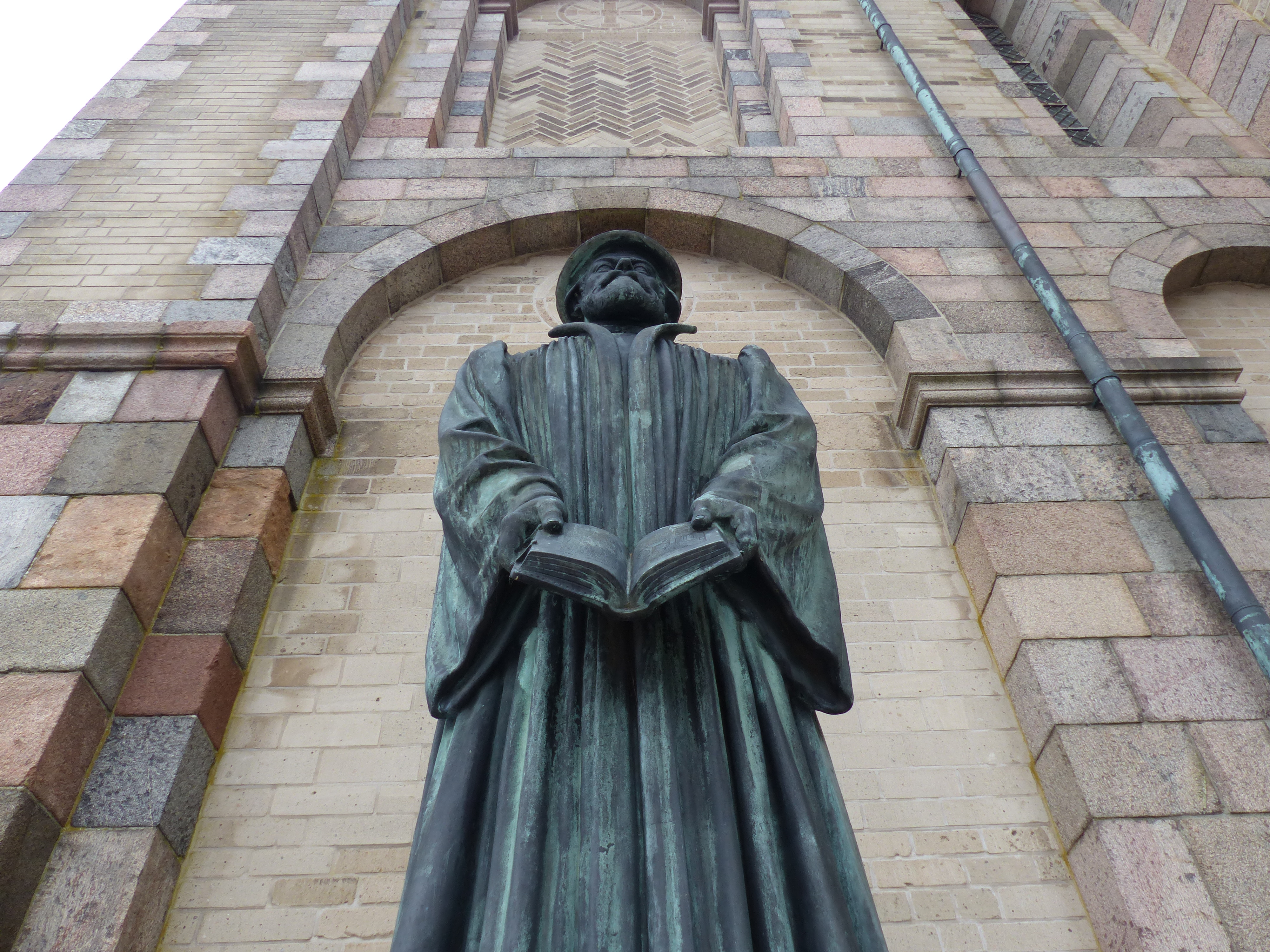
Statute von Hans Tausen in Ribe, wo er als Bischof wirkte

Über seine Kindheit und Jugend weiß man sehr wenig. Der Familienname und seine Aufnahme in ein reiches Kloster deuten auf eine Herkunft aus dem niederen Adel hin. Er besuchte die Lateinschulen in Odense und Slagelse und wurde dann Mönch im Johanniterkloster in Antvorskov bei Slagelse. Im November 1516 kam er zum Studium an die Universität Rostock, wo er 1517 zunächst Bakkalaureus und schließlich 1519 Magister wurde. 1520 wird er als Dominus (Herr) erwähnt, was auf seine Priesterweihe hindeutet. 1521 studierte er in Löwen und kurz danach in Wittenberg, wo er Martin Luther persönlich kennenlernte und die lutherische Lehre annahm.
1525 kehrte er ins Antvorskover Kloster zurück. Von dort wurde er nach Viborg in Jütland gesandt, wo er als Vesperprediger in der (heute nicht mehr existierenden) Klosterkirche des Johanniterordens tätig war. Nach Bekanntwerden seiner reformatorischen Gesinnung wurde er aus dem Orden ausgeschlossen. Da er seine Überzeugung nicht aufgab und deshalb seines Lebens nicht mehr sicher war, bat er die Bürger um Schutz. Diese nahmen ihn auf und ließen ihn zuerst auf dem Friedhof predigen. Gegen Proteste des Bischofs Jørgen Friis unterstützte ihn König Friedrich I., der ihn im Herbst 1526 zum königlichen Kaplan ernannte und mit einem Schutzbrief ausstattete.
In Viborg wurde von einem aus Stuttgart kommenden Buchdrucker eine Druckerpresse aufgestellt, mit der Tausens reformatorische Schriften vervielfältigt und im Lande verbreitet wurden, darunter auch Übersetzungen von Schriften Martin Luthers und anderer deutscher Reformatoren. So drang von Viborg die Reformation in die übrigen Städte Jütlands.
In der Folgezeit führte Tausen Vespergottesdienste mit Gesang in der Muttersprache ein. Nach und nach schlossen sich viele Bürger und auch einige Mitglieder des Viborger Domkapitels und des Klerus ihm an. Ende 1526 ordinierte Tausen den jungen Magister Jørgen Sadolin (~1499–1559) zum Pfarrer. Etwa zur selben Zeit heiratete er Sadolins Schwester Dorthea und sagte sich damit öffentlich von der von den Lutheranern als unbiblisch angesehenen Pflicht der Priester zum Zölibat los. Bald darauf wurde den Evangelischen erlaubt, die Franziskanerkirche abwechselnd mit den Mönchen als Predigtort zu nutzen. Im darauf folgenden Streit stellte sich der König ganz auf Seite der Evangelischen, übereignete ihnen 1529 neben der Franziskanerkirche auch die Kirche des Dominikanerordens und erlaubte der Abriss aller übrigen (Kloster-)Kirche und Kapellen in der Stadt mit Ausnahme des Doms, den sich die Evangelischen wenig später auch gewaltsam aneigneten.
1529 ernannte Friedrich I. Tausen zum Pfarrer der St.-Nikolai-Kirche in Kopenhagen, wo seine Predigten großen Zulauf hatten. Zu dieser Zeit führte Tausen eine heftige Auseinandersetzung mit seinem ehemaligen Freund, dem altgläubigen Humanisten Poul Helgesen, der die Sakramente der katholischen Kirche „gegen einige neue Messetöter“ verteidigte. In diese Auseinandersetzung griffen weitere dänische Theologen beider Lager mit Streitschriften ein, darunter der Malmöer evangelische Prediger Peder Laurensen.
Die reformatorischen Lehren verbreiteten sich auch dank der Förderung durch den König schnell. Auf dem Herrentag 1530 erschienen bereits 21 lutherische Prädikanten, die für die angesetzte Disputation ein reformatorisches Schriftstück mit den sogenannten 43 Kopenhagener Artikel vorlegten. Die dänischen Bischöfe erhofften sich von diesem Religionsgespräch, in dem der Franziskaner Nikolaus von Herborn mit Tausen disputieren sollte, eine Klärung. Aber die lutherischen Prädikanten bestanden auf einer Erörterung der Glaubensfragen in ihrer Muttersprache. Der Rezess von 14. Juli 1530 genehmigte die Predigt nach der Heiligen Schrift. Vielen war dieser Rezess zu konservativ, sie wollten radikale Maßnahmen gegen die alte Kirche und ihre Gebräuche ergreifen.
Zu Weihnachten 1530 verhinderte Tausen einen Bildersturm in der Frauenkirche. Trotzdem klagte Poul Helgesen ihn beim Herrentag 1533, auf dem die altgläubigen Bischöfe während Thronvakanz nach dem Tod von Königs Friedrich versuchten, die Macht zurückzugewinnen, nicht nur der Ketzerei und der Beleidigung der Bischöfe an, sondern beschuldigte ihn auch, die Bevölkerung zur Gewalt gegen den Klerus und zur Stürmung der Frauenkirche angestiftet zu haben. Da bereits die Grafenfehde ausgebrochen war und die lutherischen Kopenhagener den evangelischen Jürgen Wullenweber unterstützten, wurde Tausen nur von Seeland und Schonen ausgewiesen. Tausen blieb schließlich doch in Kopenhagen. Wenig später sah sich der altgläubige Reichsrat gezwungen, den evangelischen ältesten Sohn des verstorbenen Königs, Christian III., zum König zu wählen, der nach Beendigung der Kriegshandlungen ab 1536 die Reformation im Land durchsetzte.
Schon im Jahr 1524 war durch die Arbeit dreier dänischer Übersetzer das Neue Testament Christians II. (Christian 2.s danske oversættelse af Det Nye Testamente) erschienen. Tausen übersetzte nun den Pentateuch ins Dänische, der 1535 in Magdeburg gedruckt werden konnte. Bis 1543 fertigte Tausen eine dänische Übersetzung der restlichen biblischen Bücher, die jedoch nie im Druck erschien. Das Manuskript dieser Übersetzung ist bis heute verschollen. Er schuf des Weiteren noch eine Postille und eine Agende. An der Ausarbeitung der Kirchenordnung und der Reformation der Universität Kopenhagen im Jahre 1537 war er beteiligt, dann wirkte er in Roskilde.
1542 weihte ihn Johannes Bugenhagen zum Bischof von Ribe. Dort wirkte Tausen 20 Jahre als Prediger und Schriftsteller. Er starb 1561 und wurde im Dom zu Ribe beigesetzt.

## Nachkommen
Aus seinen beiden Ehen mit Dorthea Sadolin († ~1536) und Anna Andersdatter sind insgesamt sechs Kinder bekannt. Der einzige Sohn (aus erster Ehe), Jørgen († 4. April 1578), wurde  Pastor in Medelby. 1566 wurde er entlassen, weil er den Sohn eines Ratsmannes verletzt hatte. Einer Mordanklage entging er nur, weil das Opfer nicht unmittelbar an der Verletzung gestorben war. Die älteste Tochter aus zweiter Ehe, Dorthea, heiratete den Bischof Hans Laugesen, einen Nachfolger ihres Vaters. Ihre um 1563 geborene Tochter Mette wurde 1581 die zweite Ehefrau von Anders Sørensen Vedel.

## Ehrung
Vor dem Dom zu Ribe befindet sich ein Standbild von Hans Tausen. In Viborg wurde 2004 anlässlich des 475. Jahrestags der Reformation ein Denkmal zu Ehren Hans Tausens enthüllt. Die moderne Plastik wurde vom dänischen Künstler Bjørn Nørgaard geschaffen.
Nach Hans Tausen benannt sind:
- zwei Kirchen in Kopenhagen und Odense
- Hans Tausen Iskappe, zweitgrößte Eiskappe in Nordgrönland und die größte in Peary Land